# Via dei Matti nº0
Via dei Matti nº0  è un programma televisivo italiano di genere musicale e varietà, in onda su Rai 3 dal 15 marzo 2021 in access prime time dal lunedì al venerdì, con la conduzione dell'attrice e cantante Valentina Cenni e del musicista Stefano Bollani.

## Il programma
Il titolo del programma riprende l'ultimo verso del brano di Sergio Endrigo La casa del 1969. Nel corso del programma i conduttori, Stefano Bollani e Valentina Cenni, coppia anche nella vita, parlano di musica e di tutto ciò che è legato a essa in un ambiente casalingo, con numerosi intermezzi musicali e un tema sempre diverso. In ogni puntata, un ospite si unisce a loro per parlare del proprio rapporto con la musica. Al termine del programma, Stefano e Valentina cantano un brano insieme.

## Edizioni
| Edizione | Anno      | Conduzione      | Conduzione      | Periodo           | Periodo          | Puntate | Regia            | Regia            |
| Edizione | Anno      | Conduzione      | Conduzione      | Inizio            | Fine             | Puntate | Regia            | Regia            |
| -------- | --------- | --------------- | --------------- | ----------------- | ---------------- | ------- | ---------------- | ---------------- |
| 1ª       | 2021      | Valentina Cenni | Stefano Bollani | 15 marzo 2021     | 3 maggio 2021    | 35      | Alessandro Tresa | Andrea Sproviero |
| 2ª       | 2022      | Valentina Cenni | Stefano Bollani | 5 settembre 2022  | 25 novembre 2022 | 59      | Alessandro Tresa | Stefano Vicario  |
| 3ª       | 2023-2024 | Valentina Cenni | Stefano Bollani | 25 settembre 2023 | 26 gennaio 2024  | 60      | Alessandro Tresa | Alessandro Tresa |
| 4ª       | 2024-2025 | Valentina Cenni | Stefano Bollani | 16 dicembre 2024  | 7 marzo 2025     | 54      | Alessandro Tresa | Alessandro Tresa |

## Programmazione
| Edizione | Rete televisiva | Anno      | Stagione        | Orario      | Durata | Programmazione | Programmazione | Programmazione | Programmazione | Programmazione | Programmazione | Programmazione | Collocazione      |
| Edizione | Rete televisiva | Anno      | Stagione        | Orario      | Durata | L              | M              | M              | G              | V              | S              | D              | Collocazione      |
| -------- | --------------- | --------- | --------------- | ----------- | ------ | -------------- | -------------- | -------------- | -------------- | -------------- | -------------- | -------------- | ----------------- |
| 1ª       | Rai 3           | 2021      | primavera       | 20:15-20:40 | 25 min |                |                |                |                |                |                |                | Access prime time |
| 2ª       | Rai 3           | 2022      | estate-autunno  | 20:15-20:40 | 25 min |                |                |                |                |                |                |                | Access prime time |
| 3ª       | Rai 3           | 2023-2024 | autunno-inverno | 20:15-20:40 | 25 min |                |                |                |                |                |                |                | Access prime time |
| 4ª       | Rai 3           | 2024-2025 | autunno-inverno | 20:15-20:40 | 25 min |                |                |                |                |                |                |                | Access prime time |

## Critica televisiva
Il critico televisivo Aldo Grasso, firma del Corriere della Sera, in una videorecensione, l'ha definito in estrema sintesi un piccolo programma al servizio della grande musica.

## Riconoscimenti
- Premio Flaiano
  - 2021: Premio come Miglior programma culturale a Valentina Cenni e Stefano Bollani[8]
- Premio "Adriano Mazzoletti"
  - 2024: Premio a Valentina Cenni e Stefano Bollani
- Premio Moige
  - 2021: Premio a Valentina Cenni e Stefano Bollani
- Premio Lucca Classica
  - 2023: Premio a Valentina Cenni e Stefano Bollani